# ジミー・エンジェル
ジェームズ・“ジミー”・クロフォード・エンジェル（James "Jimmie" Crawford Angel、1899年8月1日 - 1956年12月8日）は、アメリカ合衆国の飛行士である。ベネズエラにある世界最大の落差の滝、エンジェルフォールはエンジェルの名に因むものである。

## 若年期
エンジェルは1899年8月1日にミズーリ州シーダーバレー近郊で、グレン・デイヴィス・エンジェル(Glenn Davis Angel)とマーガレット・ベル・エンジェル（Margaret Belle Angel、旧姓マーシャル(Marshall)）の間に生まれた。祖父ジェームズ・エドワード・エンジェルが生きている間は、混同を防ぐためにミドルネームのクロフォードで呼ばれていた。第一次世界大戦に従軍したとされるが、終戦直前の1918年9月12日に徴兵登録されたという以上のことは不明である。20代の時に「ジミー」というあだ名がつけられ、以降生涯に渡ってその名前で呼ばれた。

## エンジェルフォール

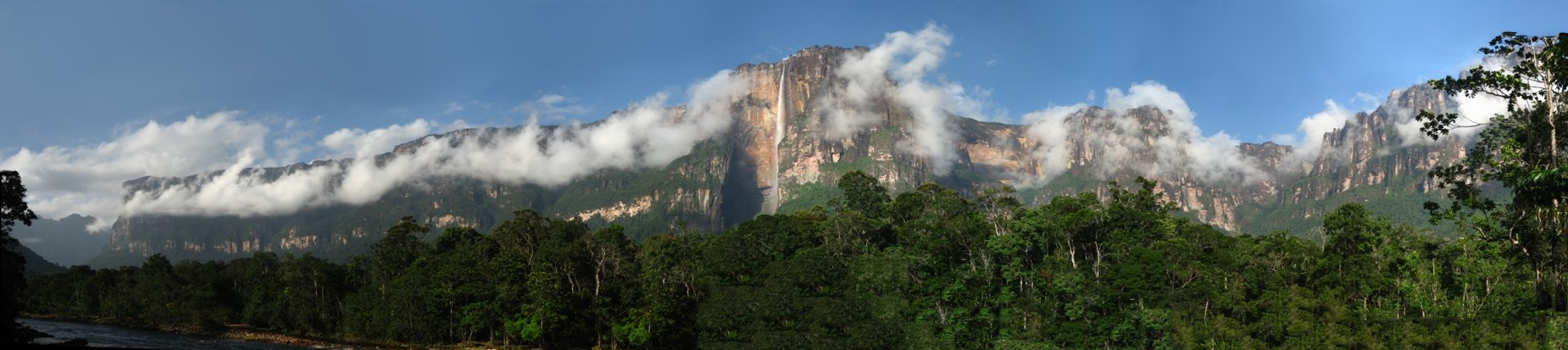
エンジェル・フォール

1933年11月16日、上空から鉱床を探していたエンジェルは、ベネズエラのグラン・サバナ地方にあるアウヤンテプイ山頂から流れ落ちる滝を発見した。

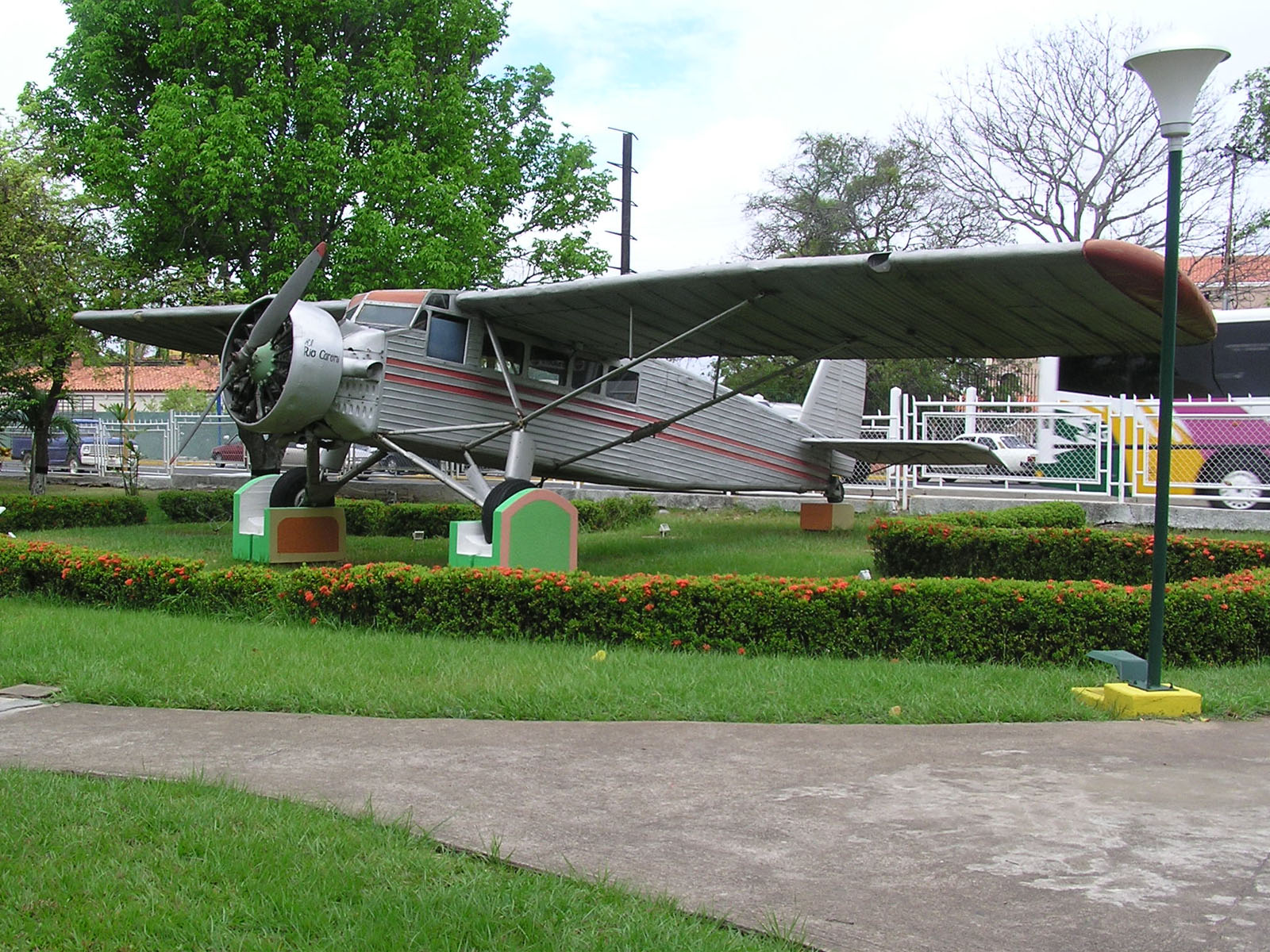
エンジェルの飛行機「エル・リオ・カロニ」号（シウダ・ボリバル空港にて）

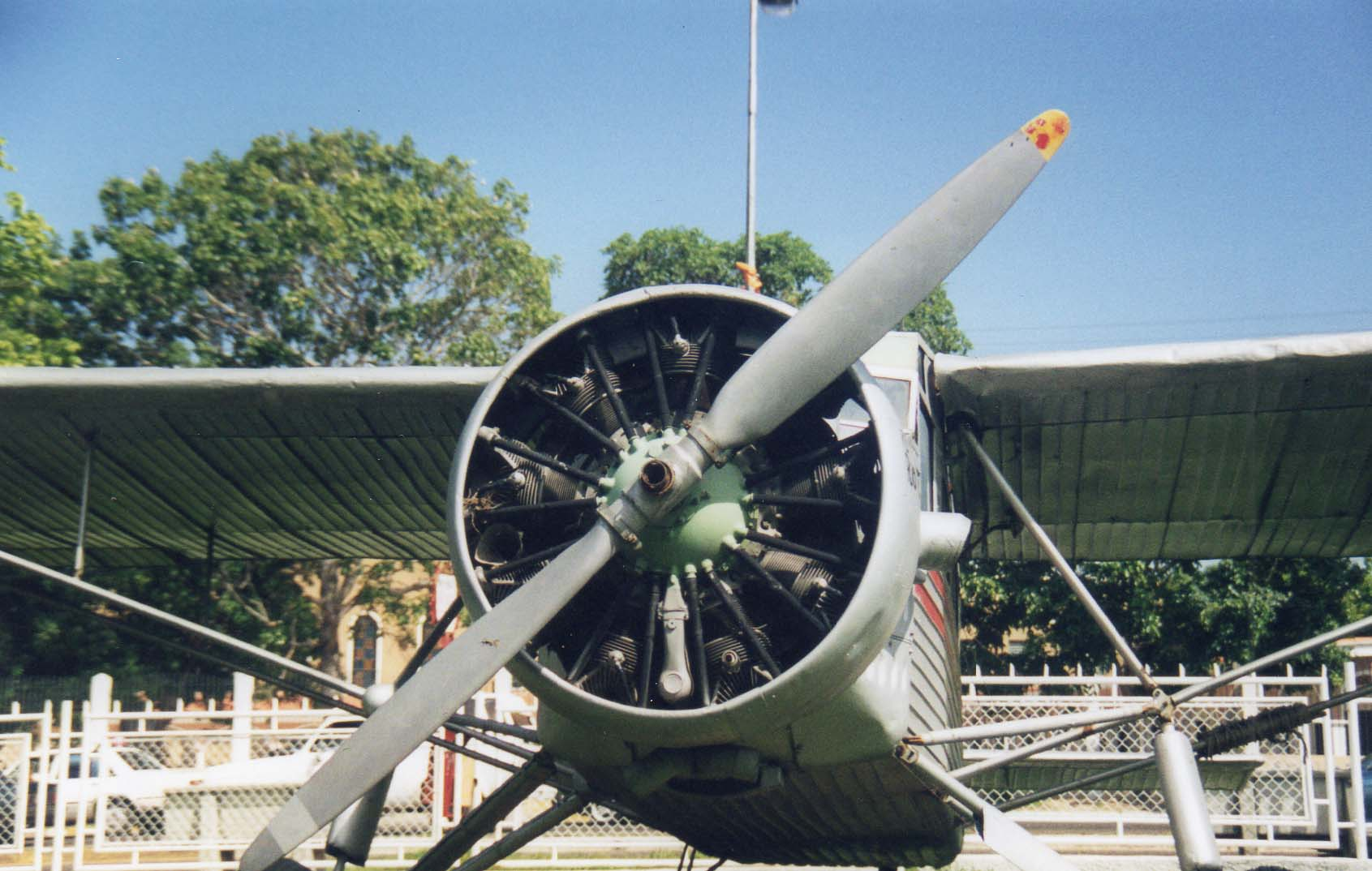
エル・リオ・カロニ号の前面

1937年10月9日、エンジェルは近くへの着陸を目指してこの滝に戻ってきた。エンジェルが操縦する、「エル・リオ・カロニ」（El Río Caroní、カロニ川の意味）と名付けられた単葉機・フラミンゴには、2番目の妻のマリー、地質学者のグスタボ・ヘニーとその助手のミゲル・デルガドが乗っていた。エンジェルは機体を着陸させたが、その後、車輪が泥に沈み、離陸させることが不可能になった。一行は近くの集落まで11日間かけて険しい地形を歩いた。エンジェルらの活動が報じられると、この地域への世界的な関心が高まり、その後、綿密な科学探査が行われるようになった。
エンジェルの飛行機「エル・リオ・カロニ」号は、長らくアウヤンテプイ山頂に置き去りにされていたが、1970年にベネズエラ軍により回収され、分解してヘリコプターによって下界に降ろされた。その後、マラカイ航空博物館で修復され、現在はシウダ・ボリバルの空港で展示されている。

## 死去
1956年4月17日、パナマ・ダビッドで飛行機の着陸に失敗し、頭に怪我を負った。その後すぐに心臓発作を起こし、また、様々な病気に悩まされたが、着陸事故の8か月後の1956年12月8日、肺炎によりバルボア（現 パナマ市）のゴーガス病院で死去した。遺体は火葬され、カリフォルニア州バーバンクのPortal of the Folded Wings Shrine to Aviationに埋葬されたが、エンジェルの遺志に基づき、1960年7月2日に妻と2人の息子、2人の友人により、遺灰がエンジェルフォールに散骨された。